# 日下部村 (愛知県)
日下部村（くさかべむら）は、愛知県中島郡にあった村。現在の稲沢市の一部にあたる。

## 地理
五条川の右岸に位置していた。

## 歴史
- 江戸時代は尾張藩領、清洲代官所支配であった[2]。
- 1889年（明治22年）10月1日、町村制の施行により、中島郡日下部村が単独で村制施行し、日下部村が発足[1][2]。大字は編成せず[2]。
- 1891年（明治24年）濃尾地震で大きな被害を受けた[2]。
- 1906年（明治39年）5月10日、中島郡市田村、四家村、島田村、奥田村と合併し、大里村を新設して廃止された[1][2]。合併後、大里村日下部となる[2]。

### 地名の由来
姓氏から出たものか。安閑天皇の母日下媛は尾張国草香連の息女。その草香連の卜居の地。

## 産業
- 農業[2]

## 教育
- 1873年（明治6年）賢増学校設立[2]。1876年（明治9年）日下部学校となる[2]。